# کوه لا کراس
کوه لا کراس (به انگلیسی: Mount La Crosse) یک کوه و قله در ایالات متحده آمریکا است که در واشینگتن واقع شده‌است. کوه لا کراس ۱٬۹۵۵٫۹۳ متر بالاتر از سطح دریا واقع شده‌است.